# Heinz-Georg Wilhelm Migeod
Heinz-Georg Wilhelm Migeod (* 24. Februar 1918 in Stettin; † 18. November 2010 in Somerset West, Südafrika) war ein deutscher Offizier der Luftwaffe während des Zweiten Weltkriegs und späterer Historiker, Orientalist, Autor und Kaufmann.

## Leben
Heinz-Georg Migeod wuchs als Halbwaise auf. Als Sohn des 1918 gefallenen Kommandeurs des Reserve-Jäger-Bataillons Nr. 17 (für das Brandenburgische Jäger-Bataillon Nr. 3) wuchs er auf dem Familiengut Kriegersdorf (Karbowo) im Kreis Strasburg/Westpreußen, ab 1920 polnisch, auf.
1936 trat er als Freiwilliger und Offiziersanwärter in das Artillerie-Regiment 12 in Schwerin ein.
Nach freiwilliger Meldung wechselte er zur Luftwaffe; ab Juli 1938 kam er zur Flugzeugführerausbildung bei München, Neubiberg und Schleißheim. Im März 1940 wurde er zur I. Gruppe des Sturzkampfgeschwaders 76 versetzt, ab Juli 1940 wurde die I./StG 76 in I./StG 3 umbenannt, blieb aber bis Anfang 1942 anderen Geschwadern unterstellt. 1940 nahm Heinz Migeod am Westfeldzug und an der Luftschlacht um England teil.
Ab 1941 kam er im Krieg gegen Griechenland und der Luftlandeschlacht um Kreta zum Einsatz und nahm ab November 1941 am Afrikafeldzug teil. Nach einem Abschuss am 11. November 1942 durch ein südafrikanisches Jagdflugzeug geriet er in britische Kriegsgefangenschaft, aus der er im Juni 1947 in Munsterlager und Dachau entlassen wurde. Sein letzter Dienstgrad war Hauptmann.
Nach Kriegsende studierte Migeod in München und Göttingen Geschichte des Islam und Volkswirtschaft. 1956 promovierte er mit einer Dissertation über die Gesellschaftsstruktur Irans in der zweiten Hälfte des neunzehnten Jahrhunderts zum Dr. phil. Als Auslandsdelegierter der Farbwerke Hoechst kam er in Syrien, im Libanon, im Sudan und in Äthiopien zum Einsatz. Ab 1964 förderte er deutsche Privatinvestitionen und unternahm Inspektionen von Entwicklungshilfeprojekten in der Türkei für den Nah- und Mittelost-Verein. Von 1973 bis 1988 arbeitete er als selbstständiger Kaufmann in Südafrika.

## Auszeichnungen
- Deutsches Kreuz in Gold, verliehen am 21. August 1942
- Eisernes Kreuz I. und II. Klasse

- Bulgarischer Tapferkeitsorden IV. Klasse, 2. Stufe, verliehen am 8. Juni 1942
- Italienische Tapferkeitsmedaille in Bronze, verliehen am 18. November 1942

- Ehrenpokal für besondere Leistung im Luftkrieg
- Frontflugspange in Gold

## Veröffentlichungen
- Das persische Volk im Wandel: Studien zur Sozialgeschichte der Zeit von Nasiru'd Din Schah (1848-1896). Dissertation an der Georg-August-Universität Göttingen 1956. In: Islamkundliche Untersuchungen. Nr. 265. Klaus Schwarz Verlag, Berlin 2006, ISBN 978-3-87997-333-0.
- Die persische Gesellschaft unter Nasiru 'd-Din Sah (1848–1896). Berlin, 1990. ISBN 3-922968-85-6
- Der Kommandeur. Erinnerungen an den II. Weltkrieg. Hamburg, 2009. ISBN 978-3-8391-1091-1
- So war es – Hauptmann Heinz-Georg Migeod. Erinnerungen und Erlebnisse. ISBN 978-3-9814347-1-2